# Nathu La
Nathu La (în tibetană རྣ་ཐོས་ལ་, în nepaleză नाथू ला, chineză: 乃堆拉山口 Nǎiduīlā Shānkǒu; IAST: Nāthū Lā, în hindi नाथूला दर्रा; ) este o trecătoare în Munții Himalaya. Ea face legătura între statul indian Sikkim și Tibet, în China. Pasul, situat la 4.310 m altitudine deasupra nivelului mării, este o parte a unei ramificații aparținând străvechiului drum al mătăsii. Nathu înseamnă „urechi ascultătoare”, iar La înseamnă „pas”, sau „trecătoare” în limba tibetană.
Nathu La este unul din cele trei puncte comerciale de trecere a frontierei dintre China și India; celelalte două sunt Shipkila, în statul Himachal Pradesh, și Lipulekh (sau Lipulech), în statul Uttarakhand. Închis de India după războiul sino-indian din 1962, Nathu La a fost redeschis în 2006, ca urmare a numeroaselor acorduri economice bilaterale. Se așteaptă ca redeschiderea pasului să impulsioneze economia regiunii și să joace un rol cheie în creșterea volumului relațiilor comerciale dintre cele două țări. Momentan,  înțelegerile dintre cele două națiuni limitează transportul prin pas la 29 tipuri de bunuri din India și 15 din China. De asemenea, redeschiderea pasului scurtează distanțele de parcurs către importantele locuri de pelerinaj hinduiste și budiste din regiune.

## Istorie
Nathu La se află pe Vechiul Drum al Mătăsii, lung de 563 km, o ramificație a Drumului istoric al Mătăsii. Vechiul Drum al Mătăsii leagă orașul Lhasa din Tibet de câmpia Bengal dinspre sud. În 1815, volumul de comerț pe acest drum a crescut după ce Imperiul Britanic a anexat teritoriile sikkimezilor, nepalezilor și bhutanezilor. Potențialul lui Nathu La a fost remarcat în 1873, după ce vicecomisarul din Darjeeling a publicat un raport privind importanța strategică a pasurilor montane dintre Sikkim și Tibet. În decembrie 1893, monarhia sikkimeză și liderii tibetani au semnat un acord de vitalizare a comerțului între cele două țări. Acordul a culminat în 1894 când trecătoarea a fost deschisă comerțului.

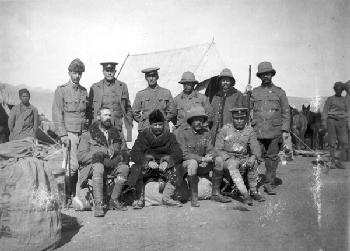
Forţa expediţionară britanică în frunte cu maiorul Younghusband (în centru, jos)

Nathu La a jucat un rol-cheie în expediția britanică în Tibet din 1903–1904, prin care se căuta împiedicarea Imperiului Rus să intervină în treburile interne ale Tibetului, obținând o poziție strategică în regiune. În 1904, maiorul Francis Younghusband, comisar britanic în Tibet, a condus o misiune de capturare a Lhasei prin Nathu La. Aceasta a condus la înființarea unor puncte comerciale la Gyantse și Gartok în Tibet, și la preluarea controlului asupra văii Chumbi de către britanici. În luna noiembrie a anului următor, China și Regatul Unit au ratificat un acord prin care se aproba comerțul între Sikkim și Tibet.
În 1947 și 1948, un referendum popular de unire a Sikkimului cu proaspăt independenta Indie a eșuat, și premierul indian Jawaharlal Nehru a acceptat un statut special de protectorat pentru Sikkim. Sikkimul a acceptat să fie protectorat indian și soldaților indieni li s-a permis să ocupe poziții pe frontiere, inclusiv pe cea din Nathu La. În această perioadă, peste 1.000 de catâri și 700 de oameni au fost angrenați în comerțul transfrontalier prin Nathu La. În 1949, când guvernul tibetan i-a expulzat pe chinezii ce locuiau acolo, majoritatea chinezilor s-au întors acasă pe ruta Nathu La–Sikkim–Kolkata.

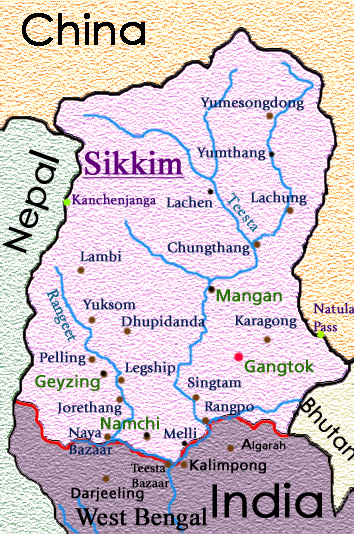
Poziţia Nathu La în Sikkim

În absența căilor ferate sau aeroporturilor în regiune în anii 1950, Nathu La a fost utilizată de câțiva demnitari pentru a trece frontiera internațională dintre Tibet și Sikkim. Actualul Dalai Lama, Tenzin Gyatso, a utilizat trecătoarea pentru a trece în India la a 2.500-a aniversare a zilei de naștere a lui Gautama Buddha, sărbătorită între noiembrie 1956 și februarie 1957. Ulterior, la 1 septembrie 1958, Nehru, fiica sa Indira Gandhi, și Palden Thondup Namgyal (fiul și consilierul pe probleme de politică internă al lui Tashi Namgyal, Chogyal al Sikkimului) au utilizat trecătoarea pentru a ajunge în Bhutan.
După ce Republica Populară Chineză a ocupat control Tibetul în 1950 și a reprimat o răscoală tibetană în 1959, trecătorile către Sikkim au devenit rută a refugiaților din Tibet. În Războiul Sino-Indian din 1962, Nathu La a fost martorul unor lupte între soldații celor două țări. La scurt timp după aceea, drumul a fost închis și a rămas astfel timp de peste patru decenii. Între 7 și 13 septembrie 1967, Armata Populară de Eliberare din China și Armata Indiană⁠(en)[traduceți]au avut șase zile de „ciocniri de frontieră”, care au inclus și lansarea de proiectile de artilerie. În 1975, Sikkim s-a unit cu India iar Nathu La a devenit parte a teritoriului indian. China a refuzat însă să recunoască aderarea Sikkimului.
În 1988, primul ministru al Indiei Rajiv Gandhi a vizitat Beijingul, unde a recunoscut suzeranitatea Chinei asupra Tibetului. În 1993, Jyoti Basu, pe atunci ministru al statului indian Bengalul de Vest, a inițiat o campanie nereușită pentru redeschiderea rutei Lhasa–Kalimpong care trecea prin Jelep La. În anul următor, vizita primului ministru P. V. Narasimha Rao în China a dus la alte discuții pentru deschiderea pasului. Discuțiile au eșuat din cauza problemelor de securitate ridicate de armata indiană.
În anii 1990, s-au semnat acorduri comerciale bilaterale între India și China, acorduri prin care s-a deschis calea redeschiderii trecătorii. În decembrie 1991, India și China au semnat Memorandumul pentru reluarea comerțului la frontieră; ulterior, în iulie 1992, s-a semnat Protocolul privind procedurile de intrare și ieșire pentru comerțul transfrontalier. Aceste două documente conțineau stipulări pentru comerțul transfrontalier prin Nathu La. La 23 iunie 2003, India și China au semnat Memorandumul pentru extinderea comerțului transfrontalier ce stipula utilizarea Nathu La în comerțul între India și China.

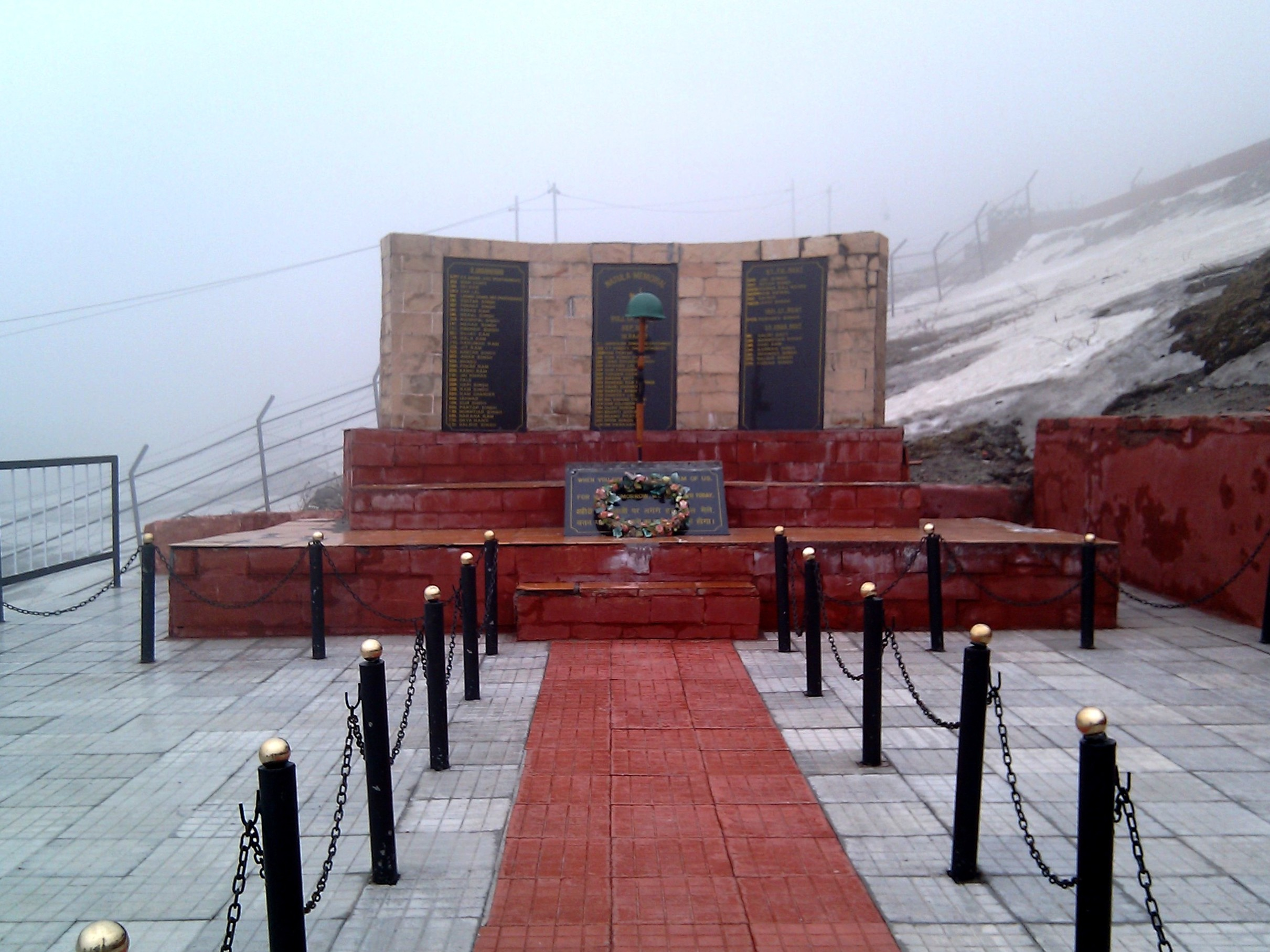
Monument indian de la Nathu Law, în amintirea victimelor războiului din 1962

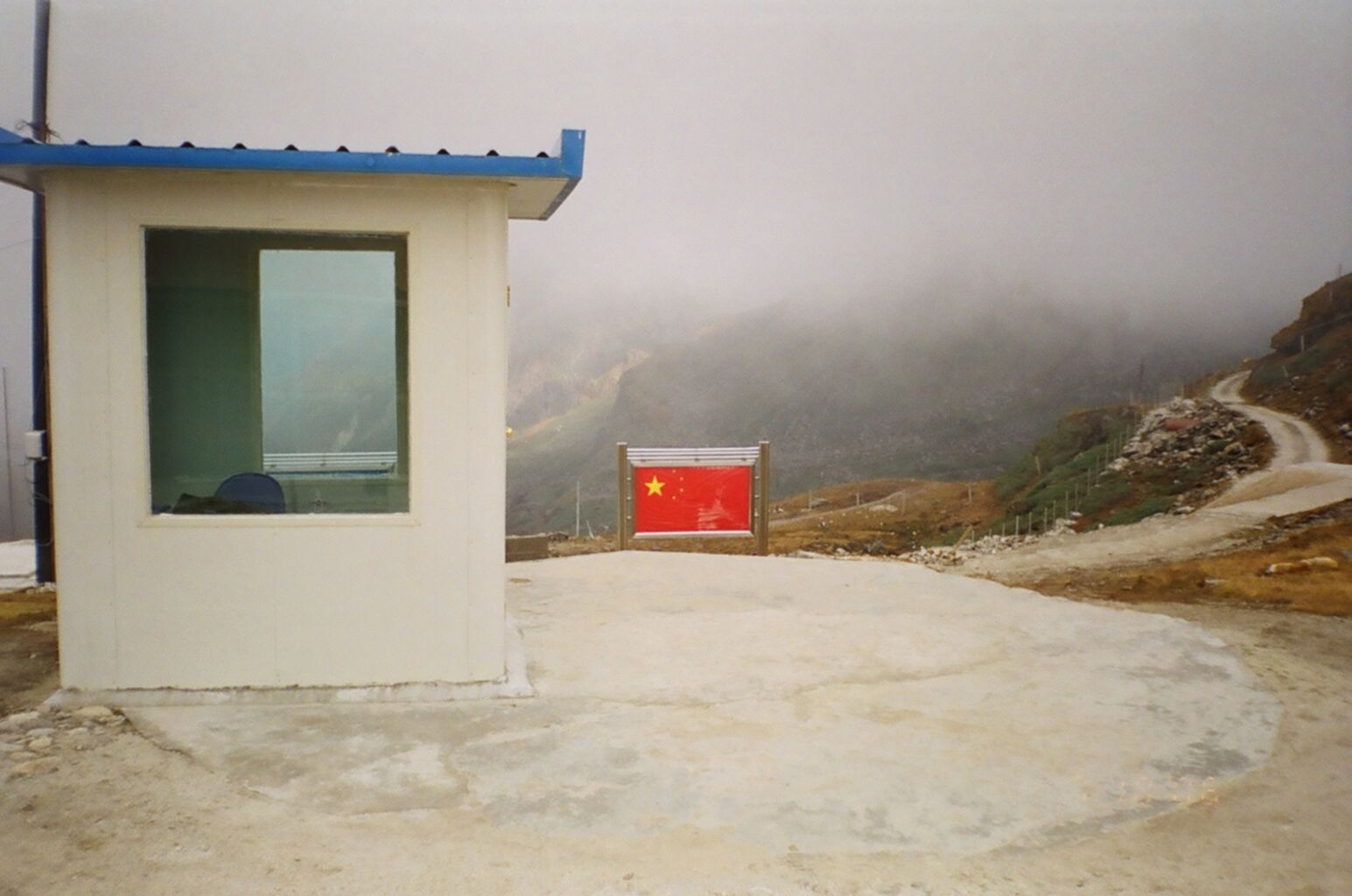
Punctul de control militar chinez din Nathu La

În 2003, odată cu dezghețarea relațiilor sino-indiene, vizita primului ministru indian Atal Bihari Vajpayee în China a dus la reluarea discuțiilor privind deschiderea graniței. În 2004, vizita în China a ministrului indian al apărării a dus la deschiderea oficială a pasului. Deschiderea, planificată întâi pentru 2 octombrie 2005, a fost amânată din cauza unor probleme de infrastructură pe partea chineză. În cele din urmă, după un deceniu de negocieri, Nathu La a fost deschisă la 6 iulie 2006. Data redeschiderii a coincis cu ziua de naștere a lui Dalai Lama, și este considerată a fi o sfidare a mișcarii internaționale pentru independența Tibetului. În anii dinaintea redeschiderii, singura persoană căreia i s-a permis să treacă frontiera cu sârmă ghimpată a fost un poștaș chinez escortat de militari indieni, care a predat corespondență unui omolog indian într-o clădire de lângă granită. Evenimentul a reprezentat recunoașterea de către India a anexării Tibetului de către China, precum și recunoașterea de către China a unirii Sikkimului cu India.
Deschiderea trecătorii a fost marcată printr-o ceremonie pe partea indiană, la care au participat oficiali din ambele țări, inclusiv ministrul-șef al Sikkimului Pawan Kumar Chamling, ambasadorul chinez în India, și președintele Regiunii Autonome Tibetane, Champa Phuntsok. O delegație de 100 de negustori indieni și 100 tibetani a trecut granița înspre țara vecină. În ciuda vântului rece și a ploii, la ceremonie au fost prezenți numeroși alți oficiali, localnici și jurnaliști. Gardul de sârmă ghimpată dintre India și China a fost înlocuit de o poartă de 10 m lățime într-un zid de piatră. S-a hotărât și marcarea anului 2006 ca an al prieteniei sino-indiene.

## Geografie
Pasul se află la circa 54 km est de capitala Sikkimului, Gangtok, și la 430 km de capitala Regiunii Autonome Tibetane, Lhasa. Iarna, pasul este blocat de zăpadă. Întrucât nu există stație meteorologică la Nathu La, nu sunt disponibile măsurători sistematice ale datelor meteo (cum ar fi temperatura, presiunea și precipitațiile). Se știe însă că în cele mai înalte zone din munții Himalaya din jurul trecătorii, temperatura vara nu depășește niciodată 15 °C.
Nathu La are soluri puțin adânci, cu drenaj excesiv, ce prezintă o suprafață aspră și argiloasă, pe pante abrupte (30–50%) și eroziune moderată. Are câteva zone de scufundare și unele porțiuni sunt predispuse la alunecări de teren. Pentru a păstra fragilul echilibru ecologic din Nathu La pe versantul indian, guvernul reglează fluxul de turiști. Administrarea drumului este asigurată de Border Roads Organisation, o aripă a Armatei Indiene. De partea chineză, pasul duce în valea Chumbi de pe Podișul Tibet.

## Flora și fauna

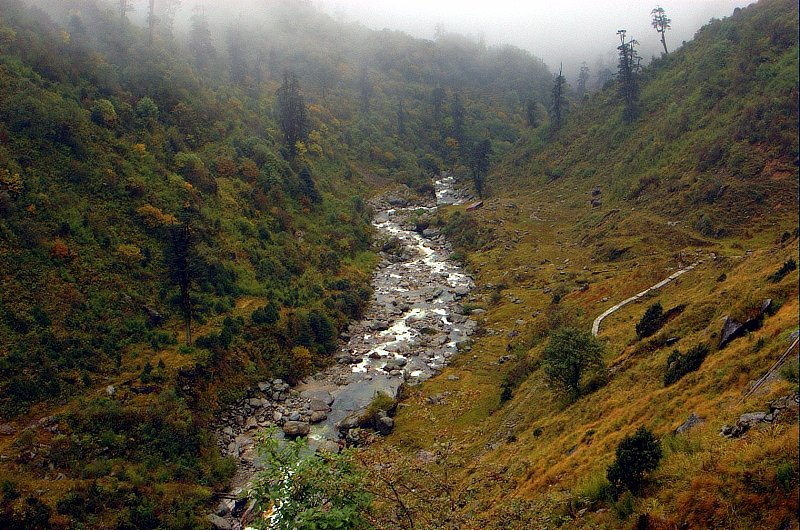
Vegetaţie în zona Nathu La

Datorită pantelor abrupte din jurul pasului, vegetația trece prin mai multe straturi: la bază prezintă păduri subtropicale, după care trece spre o regiune temperată, apoi spre un climat alpin, și apoi spre o tundră rece lipsită de vegetație. Înspre partea tibetană, vegetația este formată doar din câteva arbuști izolați. Printre principalele specii din regiune se numără rhododendronii pitici (Rhododendron anthopogon, R. setosum) și ienupărul. În pășunile alpine se găsesc plante din genurile poa, meconopsis, pedicularis, primula și Aconitum. În anotimpul de creștere care durează patru luni, cresc cu abundență rogozuri și plante medicinale care acomodează insecte, erbivore domestice și sălbatice, cinteze și ciocârlii. În Sanctuarul Alpin Kyongnosla se află orhidee de pământ rare și rhododendroni răspândiți printre ienuperi înalți și brazi argintii.
Nu există așezări umane permanente de-a lungul trecătorii, dar un număr mare de militari din forțele de grăniceri ocupă permanent posturile de ambele părți. Un număr mic de păstori tibetani (Dokpa) cresc iaci, oi și capre pashmina pe pășunile de sub trecătoare. În aceste zone se găsesc iaci, care în multe sate sunt folosiți drept animale de povară. În zona din jurul lui Nathu La trăiesc multe specii amenințate cu dispariția, inclusiv gazela tibetană, leopardul de zăpadă, lupul tibetan, cocoșul de zăpadă, zăganul, corbul, pajura și călifarul roșu. Lupii roșcați sunt considerați periculoși pentru om. Prezența minelor antipersonal în zonă produce moartea unor lupi tibetani, iaci, oi de munte, și a unor măgari sălbatici.

## Economia

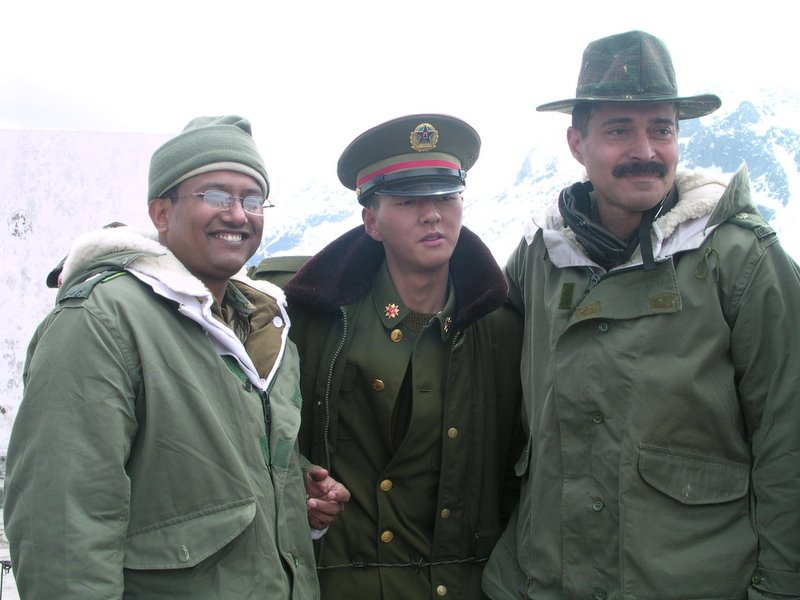
Ofiţeri indieni şi chinezi la Nathu La

Până la 1962, înainte de închiderea pasului, se exportau pe catâri din India în Tibet diverse bunuri, cum ar fi stilouri, ceasuri, cereale, bumbac, uleiuri comestibile, săpunuri, materiale de construcții, mici vehicule demontate. Două sute de catâri, fiecare cărând circa 80 kg de mărfuri, erau utilizați pe ruta dintre Gangtok și Lhasa, iar drumul dura între 20–25 zile. La întoarcere, catârii reveneau în India încărcați cu mătase, lână, păstăi de mosc, plante medicinale, băuturi alcoolice, pietre prețioase, obiecte din aur și argint. Mare parte din comerțul din acele zile era efectuat de comunitatea Marwari, care deținea 95% din cele 200 de firme autorizate.
Pentru a facilita comerțul transfrontalier, cele două țări au înființat niște piețe la Sherathang în Sikkim (6 km de Nathu La) și Rinqingang în Tibet (10 km de Nathu La) în scopul controlului vamal. Comerțul este deschis de luni până joi între orele 07:30/11:00 și 15:30/19:00 IST/Ora Beijingului (între 03:00 și 13:00 UTC). Sezonul de comerț începe la 1 iunie și se termină la 30 septembrie, când zăpezile și frigul extrem fac trecătoarea nepotrivită traversării.
China nu a restricționat comerțul transfrontalier, dar India a restricționat cantitățile din unele bunuri ce pot fi exportate și importate. Printre exporturile din India se numeră unelte agricole, pături, produse din cupru, îmbrăcăminte, biciclete, cafea, ceai, orz, orez, făină, fructe uscate, legume, uleiuri vegetale, dulciuri, tutun, mirodenii, încălțăminte, kerosen, produse de papetărie, obiecte casnice, grâu, băuturi alcoolice, lactate, conserve, țigări, ierburi, ulei de palmier și obiecte de fierărie. Din China în India se exportă piei de capră și de oaie, lână, mătase brută, cozi și păr de iac, lut, borax, unt, sare, cai, capre și oi. S-au pus restricții și pe persoanele care operează comerțul, permise fiind acordate doar celor care fuseseră cetățeni sikkimezi înainte de unirea cu India în 1975.
Se așteaptă ca redeschiderea pasului să stimuleze economia regiunii și să impulsioneze comerțul sino-indian, care în 2004 se cifra la 7 miliarde de dolari. Înainte de redeschiderea trecătorii, aproape tot comerțul dintre India și China se efectua prin portul Tianjin aflat la peste 4.000 km depărtare. După deschidere, această distanță s-a scurtat la 1.200 km (745 mi). Cifrele publicate de Biroul Regional Autonom Tibetan de Comerț arată că în 2006 în 51 de zile, prin Nathu La au trecut bunuri în valoare de 186.250 de dolari.

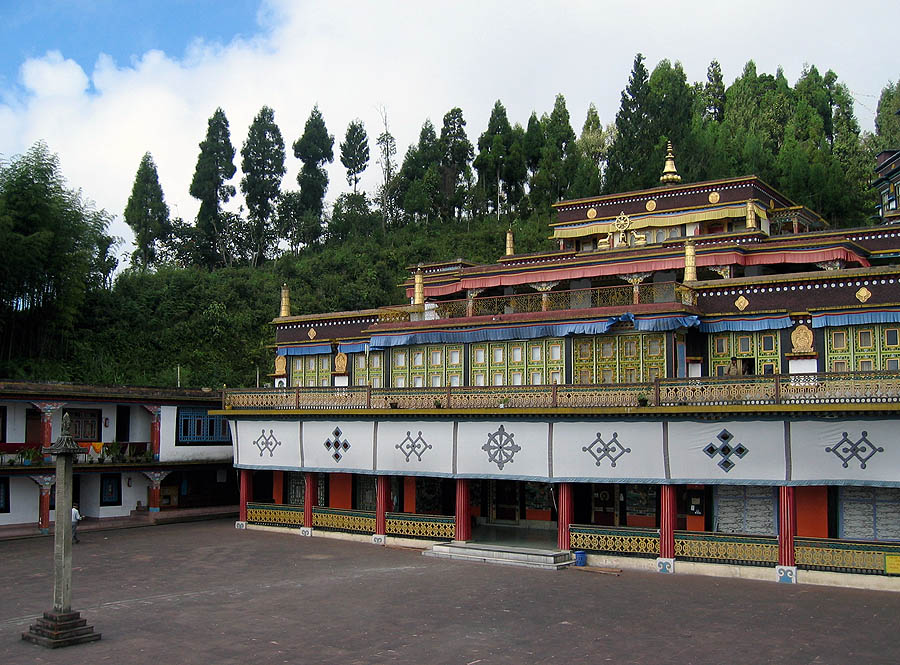
Credincioşii budişti din Tibet pot efectua pelerinaje la mănăstirea Rumtek, unul dintre cele mai sfinte locuri ale religiei budiste.

De partea chineză, 7.000 de turiști au vizitat districtul Yadong în 2006, aducând venituri în valoare de 1,67 milioane de yuani (216.000 de dolari). De partea indiană, doar cetățenii indieni pot vizita trecătoarea miercurea, joia, sâmbăta și duminica, după ce obțin cu o zi înainte permise de la Gangtok. Pasul devine o cale către vizitarea mănăstirilor din Sikkim, cum ar fi Rumtek, unul din locurile sfinte ale budismului. Pentru hinduși, pasul reduce distanța călătoriei până la lacul Mansarovar de la cincisprezece zile la doar două.
O problemă pentru guvernul indian o constituie traficul cu produse provenind din specii de animale protejate, cum ar fi piei și oase de tigru și leopard, vezici biliare de urs, alte piei și lână shahtoosh. Acesta a demarat un program de informare a poliției și a celorlalte organe legale din zonă. Mare parte din acest comerț ilicit se desfășoară prin Nepal.

### Transporturi
Pe partea tibetană, în 2006, Ministerul Transporturilor și Comisia de Dezvoltare și Reformă din RP Chineză au demarat proiectele de construire a două șosele—de la Kangmar la Yadong, și de la Yadong la Nathu La. Se pregătește și demararea unui serviciu de autobuze de la Gangtok la Lhasa, și extinderea căii ferate Qinghai-Tibet până la Yadong în următorul deceniu.